# Поляков, Сергей Николаевич (Герой Советского Союза)
Сергей Николаевич Поляков (1908—1941) — советский военный лётчик. Участник гражданской войны в Испании, Советско-финской и Великой Отечественной войн. Герой Советского Союза (1943, посмертно). Майор.

## Биография
Сергей Николаевич Поляков родился в 1908 году в губернском городе Москве — административном центре Московской губернии Российской империи в семье рабочего. Русский. Окончил 7 классов школы и школу фабрично-заводского ученичества. До призыва на военную службу работал наборщиком в 16-й московской типографии.
В ряды Рабоче-крестьянской Красной Армии С. Н. Поляков был призван в 1930 году. Служил артиллеристом в Московской Пролетарской стрелковой дивизии. После демобилизации в 1932 году Сергей Николаевич вернулся на работу в типографию, но после вступления в ВКП(б) он по приказу партии в том же году был направлен в Военную школу морских лётчиков и лётчиков—наблюдателей ВВС РККА имени И. В. Сталина в Ейске. После её окончания лейтенант С. Н. Поляков до мая 1937 года служил лётчиком 40-й истребительной авиационной эскадрильи 83-й истребительной авиационной бригады Белорусского военного округа.
17 мая 1937 года в числе добровольцев-интернационалистов лейтенант С. Н. Поляков прибыл в Испанию, где шла гражданская война. В конце месяца он был зачислен во 2-ю эскадрилью И-16 капитана Г. П. Плещенко. Сражаясь на стороне республиканцев, в период с 31 мая 1937 года по 28 января 1938 года Сергей Николаевич на истребителе И-16 совершил более 150 боевых вылетов. Он защищал небо Мадрида, участвовал в операциях республиканцев под Уэской, Бельчите и Сарагосой, в том числе в налёте на аэродром франкистов Гарапинильос. В воздушных боях он сбил лично 3 самолёта противника и ещё 2 — в составе группы. В Советский Союз Сергей Николаевич вернулся в начале марта 1938 года в звании капитана и вскоре получил назначение в 7-й истребительный авиационный полк Ленинградского военного округа. В должности командира эскадрильи капитан С. Н. Поляков принимал участие в Советско-финской войне.
Вскоре после завершения Зимней войны капитан С. Н. Поляков был направлен на курсы при Военной Академии имени М. В. Фрунзе. После их окончания в мае 1941 года он вернулся в свою часть и был назначен на должность заместителя командира полка. В июне 1941 года 7-й истребительный авиационный полк был включён в состав 5-й смешанной авиационной дивизии Ленинградского военного округа. Перед войной полк базировался на аэродроме Майсниеми, но ещё в начале июня 1941 года Сергей Николаевич в числе 30-ти лучших пилотов полка был командирован на аэродром Горелово, где начал проходить обучение на истребителе МиГ-3. Здесь его и застала война. 27 июня 1941 года капитан С. Н. Поляков вернулся в 7-й истребительный авиационный полк и 29 июня 1941 года включился в боевую работу в составе 5-й смешанной авиационной дивизии Северного фронта. 10 июля 1941 года полк был передан в прямое подчинение 7-го истребительного авиационного корпуса ПВО, а в конце августа 1941 года был включён в состав 5-й смешанной авиационной дивизии ВВС 23-й армии Северного (с сентября 1941 года — Ленинградского) фронта. В составе полка Сергей Николаевич защищал небо Ленинграда, осуществлял прикрытие своих наземных войск и производил штурмовки скоплений живой силы и техники противника.
21 сентября 1941 года капитан С. Н. Поляков был переведён на должность командира 174-го штурмового авиационного полка 5-й смешанной авиационной дивизии ВВС 23-й армии Ленинградского фронта. Вскоре ему было присвоено очередное воинское звание — майор. В период с 22 сентября по 15 декабря 1941 года полк под его командованием совершил 987 боевых вылетов на штурмовку войск противника, сбросив свыше 100 тонн авиационных бомб и выпустив до 2000 реактивных снарядов. В ходе боевых действий полком уничтожены на аэродромах противника 21 бомбардировщик и 27 истребителей. Ещё 26 самолётов было повреждено. В ходе штурмовок войск противника было уничтожено и повреждено 15 танков, 134 автомашины с живой силой и военными грузами, 13 бронемашин, 45 вагонов, 10 мотоциклов, 18 орудий полевой артиллерии, 41 зенитное орудие, 95 пулемётов, 50 пулемётных точек, 1 дальнобойное орудие, 5 подвод, 2 цистерны и 7 бензозаправщиков. Истреблено и рассеяно до 12000 солдат и офицеров противника. На вражеские позиции было сброшено 241000 единиц агитационных материалов. Майор С. Н. Поляков лично водил группы штурмовиков Ил-2 на самые сложные боевые задания. За время участия в боевых действиях Сергей Николаевич совершил 42 успешных вылета. 15 декабря 1941 года С. Н. Поляков был представлен к званию Героя Советского Союза.
23 декабря 1941 года майор С. Н. Поляков по служебной необходимости вылетел с аэродрома Капитолово на аэродром Касимово на самолёте связи У-2, который даже не имел вооружения. По дороге самолёт Полякова был атакован 5-ю вражескими истребителями Ме-109. В неравном воздушном бою У-2 был сбит и упал в районе деревни Агалатово. Указом Президиума Верховного Совета СССР от 10 февраля 1943 года майору Полякову Сергею Николаевичу было присвоено звание Героя Советского Союза посмертно. Похоронен С. Н. Поляков в братской могиле в деревне Агалатово Всеволожского района.

## Награды
- Медаль «Золотая Звезда» (10.02.1943, посмертно);
- орден Ленина (10.02.1943, посмертно);
- два ордена Красного Знамени (28.10.1937; 02.03.1938);
- орден Красной Звезды (1940).

## Документы
- Общедоступный электронный банк документов «Подвиг Народа в Великой Отечественной войне 1941—1945 гг.» Дата обращения: 25 сентября 2012. Архивировано из оригинала 13 марта 2012 года.

Представление к званию Героя Советского Союза. Дата обращения: 25 сентября 2012. Архивировано 1 ноября 2012 года.
Указ ПВС СССР о присвоении звания Героя Советского Союза. Дата обращения: 25 сентября 2012. Архивировано 1 ноября 2012 года.
- Обобщенный банк данных «Мемориал». Дата обращения: 25 сентября 2012. Архивировано из оригинала 10 мая 2012 года.

ЦАМО, ф. 58, оп. 818883, д. 534. Дата обращения: 25 сентября 2012. Архивировано 1 ноября 2012 года.
ЦАМО, ф. 58, оп. 818883, д. 942. Дата обращения: 25 сентября 2012. Архивировано 1 ноября 2012 года.
ЦАМО, ф. 56, оп. 12220, д. 51. Дата обращения: 25 сентября 2012. Архивировано 1 ноября 2012 года.
ЦАМО, ф. 58, оп. 818883, д. 644. Дата обращения: 25 сентября 2012. Архивировано 1 ноября 2012 года.
ЦАМО, ф. 33, оп. 11459, д. 12. Дата обращения: 25 сентября 2012. Архивировано 1 ноября 2012 года.